# Umberto II del Viennois
Umberto Le-Vieux de la Tour-du-Pin (1312 – Clermont d’Auvergne, 22 maggio 1355) fu l'ultimo barone de la Tour-du-Pin e delfino del Viennois e conte di Albon, dal 1333 al 1349.

## Origine
Umberto, secondo il De Allobrogibus libri novem, era il figlio secondogenito del signore di Coligny, barone de la Tour-du-Pin e delfino del Viennois e conte di Albon Giovanni II (prima del 1277 – 1319) e di Beatrice d'Ungheria, che ancora, secondo il De Allobrogibus libri novem, era figlia del Principe di Salerno e Re titolare d'Ungheria, Carlo Martello d'Angiò e di Clemenza d'Asburgo, che, secondo gli Annales Colmarienses Maiores era figlia del Rex Romanorum, conte d'Asburgo, Conte di Kyburg, langravio di Thurgau e conte di Löwenstein, Rodolfo I d'Asburgo e di Gertrude di Hohenberg.
Giovanni II de la Tour-du-Pin, sempre secondo il De Allobrogibus libri novem, era il figlio primogenito del signore di Coligny, barone de la Tour-du-Pin e delfino del Viennois e conte di Albon Umberto I (1240 c.a. – 1307) e della delfina del Viennois e contessa di Albon, contessa di Grenoble, di Oisans, di Briançon,  di Embrun e di Gap, Anna di Borgogna (1255 – 1299), che ancora secondo il De Allobrogibus libri novem, era la figlia femmina primogenito del delfino del Viennois e conte di Albon, conte di Grenoble, di Oisans, di Briançon, di Embrun e di Gap, Ghigo VII e della Signora di Faucigny, Beatrice, che, secondo il documento n° 407 del Peter der Zweite Graf von Savoyen, Markgraf in Italien, sein Haus und seine Lande, dello storico, Ludwig Wurstenberger, era l'unica figlia del Conte di Savoia, Conte di Richmond e Lord guardiano dei cinque porti, Pietro II e, come ci conferma il documento n° 583 del Peter der Zweite Graf von Savoyen, Markgraf in Italien, sein Haus und seine Lande, dello storico, Ludwig Wurstenberger, della Signora di Faucigny, Agnese, che era la figlia primogenita di Aimone II, signore di Faucigny (discendente dai Signori di Faucigny e dai Conti di Ginevra) e della moglie di cui non si conoscono né il nome né gli ascendenti.

## Biografia
Suo padre, Giovanni II (Dom. Joannes Dalphinus Viennensis et Albonis comes, dominusque de Turre), il 26 agosto 1318, fece testamento indicando Ghigo, suo figlio primogenito, (filium suum Guigonem Dalphini), erede universale, citando anche il secondogenito, Umberto (filium suum Humbertum fratrem dict. Guigonis), designando il fratello, Enrico, tutore dei figli, e disponendo di voler essere sepolto nella cappella dei Delfini nella chiesa di Sant'Andrea a Grenoble (ecclesia Beati Andreæ Gratianop. capella Dalphinali).
Suo padre Giovanni II, secondo il De Allobrogibus libri novem, morì il 5 marzo 1319 a Pont de Sorgues, durante il viaggio di ritorno da una visita alla corte pontificia di Avignone, di Giovanni XXII; fu sepolto, secondo la sua volontà, accanto all'altare maggiore, nella chiesa di Sant'Andrea a Grenoble.
Gli succedette, sempre secondo le sue volontà, il primogenito, Ghigo, ancora minorenne (circa nove anni), sotto la reggenza dello zio paterno, Enrico.
Dopo la morte del padre, sua madre, Beatrice, si fece suora ritirandosi a Cîteaux.
Suo fratello, Ghigo VIII morì combattendo contro i Savoia, nell'assedio del castello di la Perrière, presso Saint-Julien-de-Raz, colpito in pieno dal tiro di una balestra.; il racconto dell'assedio, della morte di Ghigo, la cattura e distruzione del castello sono riportati nel La mort d’un chevalier e son descritti anche nel capitolo XXXII delle Les Chroniques de Genève; secondo il De Allobrogibus libri novem, Ghigo fu colpito al fianco da un dardo di balestra e gli rimase in corpo; trasportato al campo, ebbe il tempo per morire da buon cristiano e spirò nel 1333; la sua salma fu tumulata nella chiesa di Sant'Andrea a Grenoble vicino alla tomba del padre. Non avendo avuto discendenza legittima, a Ghiro VIII succedette il fratello, Umberto, barone di Faucigny, dal 1321.
Giudicato severamente dai suoi contemporanei come un incapace ed un dilapidatore, Umberto II fu l'ultimo dei Delfini del Viennois. Non essendo dotato dell'ardire guerriero del fratello Ghigo VIII, egli venne annoverato soprattutto fra i pacifici.
Due documenti della Bibliotheca sebusiana lo citano come delfino (Humbertus Dalphinus Viennensis):
- il primo caput XXIII, datato al 1337, inerente ad una donazione[16]
- il secondo caput XXII, datato al 1343, inerente ad una transazione[17].

Avendo trascorso la sua giovinezza presso la corte di Napoli, egli intratteneva una corte fastosa nel suo castello di Beauvoir-en-Royans nel Delfinato, fatto mal considerato dai suoi contemporanei.
A differenza dei suoi predecessori, non condusse più la vita itinerante da un castello delfinale all'altro, preferendo rimanere a Beauvoir.
Dopo aver ereditato il Delfinato, Umberto fondò per la madre il convento di Saint-Just dans le Royannais, dove ella morì.
Egli creò il Consiglio delfinale nel 1337, quindi una Corte dei Conti a partire dal 1340. Con l'approvazione di papa Benedetto XII fondò nel 1339 la prima Università di Grenoble.
Dopo la morte del suo unico figlio, Andrea, avvenuta nel 1335, Umberto, abbandonata la speranza di avere un successore, decise di cedere la sua eredità. Nel 1339 egli fece inventariare le sue proprietà con lo scopo di venderle al papa, ma la trattativa con quest'ultimo fallì.
Fu Umberto che confermò il 29 maggio 1343, a Beauvoir-en-Royans, a 18 rappresentanti delle valli alpine, la "Carta delle Libertà", già concessa da Ghigo VII nel 1244 agli abitanti del Briançonnais, ma di fatto inapplicata, dando così origine alla Repubblica degli Escartons.
Il 2 settembre 1345 s'imbarcò da Marsiglia per guidare la nuova spedizione delle Crociate di Smirne volute da papa Clemente VI, lasciando, come suo luogotenente nel Delfinato, Enrico del Villars, arcivescovo di Lione. Il 24 giugno 1346 sconfisse i turchi  che assediavano Smirne. La spedizione provocò spese enormi, che vuotarono le sue casse.
A Rodi, Umberto fece un testamento, dove prevedeva una pensione per la moglie ed altri parenti, come riportato dal documento CCXXXIX della Histoire de Dauphiné et des princes.
Rientrò in patria a settembre del 1347, vedovo (la moglie, Maria del Balzo, era deceduta nell'Isola di Rodi) e finanziariamente rovinato.
Raggiunse quindi, nel 1347, un accordo con i Savoia, acconsentendo a sposare Bianca di Savoia, figlia del conte di Savoia Aimone, detto il Pacifico e sorella del suo successore Amedeo VI, in cambio di una dote di 120.000 fiorini, come da documento n° CCLI della Histoire de Dauphiné et des princes; il matrimonio avrebbe così risanato le casse del Delfinato e consentito un rafforzamento delle due signorie.; la trattativa fu ripresa l'anno successivo, ma non diede un buon risultato.
Allora Umberto si rivolse al secondo duca di Borbone, Pietro I e alla moglie, Isabella di Valois, per poter sposare la loro figlia, Giovanna, come da documento n° CCLXII della Histoire de Dauphiné et des princes; anche questa trattativa non si concluse e Giovanna di Borbone, nel 1350, sposò il nuovo delfino, Carlo.
Ma il re di Francia, Filippo VI di Valois, non gradì queste alleanze e le sue pressioni costrinsero Umberto a rinunciare al matrimonio e a cedere la sua signoria alla corona di Francia (1349).
Per assicurarsi che il Delfinato, diventando un feudo del figlio primogenito del re di Francia, non fosse assimilato a qualsiasi altro bene della corona di Francia, Umberto stipulò a Romans-sur-Isère (oggi nel dipartimento di Drôme) il 29 marzo 1349 con il regno di Francia il Trattato di Romans. Con questo trattato fu istituito lo "Statuto delfinale", che esentava da numerosi tributi i residenti del territorio del Delfinato. Inoltre veniva stabilito che il titolo di Delfino fosse attribuito al primogenito del re di Francia, che rimaneva un suddito dell'impero; il trattato è riportato nel documento CCLXXIV della Histoire de Dauphiné et des princes.
Dopo la cessione del Delfinato Umberto entrò nell'ordine domenicano ove prese abito e voti. Nel 1351 fu nominato patriarca di Alessandria dei Latini e nel 1352 amministratore apostolico di Reims.
Nel 1355 si mise in viaggio per raggiungere Avignone e chiedere a papa Innocenzo VI di essere nominato vescovo di Parigi. Ma durante il viaggio, si ammalò a Clermont d’Auvergne, dove redasse un ultimo testamento, il 21 maggio 1355, in cui tra l'altro dispose di essere inumato a Parigi, nella chiesa dei frati predicatori (Couvent des Jacobins, rue Saint-Jacques), come riportato dal documento CCLXXXVII della Histoire de Dauphiné et des princes.
Gli Obituaires de la province de Sens. Tome 1, Partie 2 riportano la morte di Umberto (patriarcha Alexandrinus quondam delphinus Viennensis postea archiepiscopus Remensis) il 22 maggio 1355.

## Matrimonio e discendenza
Nel luglio 1332, secondo il De Allobrogibus libri novem, Umberto aveva sposato Maria del Balzo, figlia del duca di Andria conte di Montescaglioso, Bertrando III e di Beatrice d'Angiò e nipote del sovrano del Regno di Napoli, conte d'Angiò e del Maine, conte di Provenza e di Forcalquier, e re titolare di Gerusalemme, Roberto d'Angiò, che secondo il documento n° I della Histoire de Dauphiné et des princes, concesse una pensione annua ad Umberto, marito della nipote. Maria venne ricordata nel testamento di Umberto redatto a Rodi e dopo la sua morte il papa Clemente VI scrisse una lettera di condoglianze ad Umberto.
Umberto da Maria ebbe un solo figlio:
- Andrea[34] (settembre 1333 – ottobre 1335), che, nel 1335, fu fidanzato a Bianca di Navarra, anche lei di due anni[35].

Umberto, da diverse amanti di cui non si conoscono né il nome né gli ascendenti, ebbe tre figli:
- Amedeo († dopo il 1351), citato nel testamento del padre[21]
- Caterina († dopo il 1341), che nel 1337 viene fidanzata[36][37]
- una femmina († dopo il 1351), citata nel testamento del padre[21].

## Genealogia episcopale e successione apostolica
La genealogia episcopale è:
- Cardinale Bertrando del Poggetto
- Papa Clemente VI
- Patriarca Umberto del Viennois

La successione apostolica è:
- Arcivescovo Raoul de Chissey (1351)
- Vescovo Giovanni di Rait (1351)

### Fonti primarie
- (LA)  De Allobrogibus libri novem.
- (LA)  Peter der Zweite Graf von Savoyen, Markgraf in Italien, sein Haus und seine Lande.
- (LA)  Obituaires de la province de Sens. Tome 1,Partie 2.
- (LA)  Monumenta Germaniae Historica, Scriptores, tomus XVII.
- (LA)  Les Chroniques de Genève.
- (LA)  Bibliotheca sebusiana.
- (LA, FR)  Histoire de Dauphiné et des princes, Tome I.
- (LA, FR)  Histoire de Dauphiné et des princes, Tome II.

### Letteratura storiografica
- (FR)  Histoire generale de Dauphiné. Par Nicolas Chorier.
- Paul Fournier, Il regno di Borgogna o d'Arles, dall'XI al XV secolo, cap. XI, vol. VII (L'autunno del medioevo e la nascita del mondo moderno) della Storia del Mondo Medievale, 1999, pp. 383–410.
- Francesco Cognasso, I Savoia, Milano, Casa editrice Corbaccio, 1999, ISBN 88-7972-135-6.